# Casa în care a locuit folcloristul Petre Ștefănucă
Casa în care a locuit folcloristul Petre Ștefănucă⁠ este un monument istoric și de arhitectură de însemnătate națională din orașul Chișinău.

## Istorie
Datează de la sfârșitul secolului al XIX-lea.
Folcloristul și etnograful Petre Ștefănucă, directorul filialei din Basarabia a Institutului Român de Sociologie, a locuit în acest imobil în anii 1936-1940.

## Arhitectură
Casa este considerată parte a unui complex din două clădiri, cea de-a doua fiind casa individuală de pe strada Galbenă, 1. Aparține stilului eclectic. Fațada are o compoziție asimetrică, cu trei axe, dintre care două de ferestre și un gol de ușă, amplasat într-o logie adâncă. Conține trei odăi și două culoare. Are o intrare de serviciu din partea grădinii din spate, unde legătura între odăi se efectua după tipicul casei populare. În partea superioară pereții au o cornișă cu modilioane. Ferestrele ample au ancadramente cu evidențierea bolțarului – cheie de boltă. Intrarea era evidențiată printr-un portic, dominat de un atic, care intra în compoziția parapetului cu grilaj din fier (între timp dispărut) și tumbe din piatră. Tumbele servesc elemente de perete pentru mansarda construită în anii 1990, când casa a fost înălțată cu etaj.